# Switzer & Company
Switzer & Company, ook wel bekend als Switzer & Co. en Switzers, was een keten van warenhuizen in Ierland.

## Geschiedenis
Op 6 juni 1890 werd Switzer & Company opgericht onder voorzitterschap van John Wright Switzer. Dit bedrijf was in 1838 begonnen als textielhandel en kleermaker op Grafton Street 91, Dublin, en naarmate het zich uitbreidde, verhuisde het naar Commercial Hall op de hoek van Grafton Street en Wicklow Street. Dankzij dit nieuwe pand kon het bedrijf zich ontwikkelen tot een warenhuis. Tussen 1838 en de oprichting van Switzer & Company in 1890 had John Wright Switzer verschillende partners in het bedrijf. Een van de medeoprichters van het bedrijf was John Hamilton Reid. Reid's kleindochter, Margaret Hamilton Reid, werd later van 1956 tot 1972 voorzitter van Switzers & Company. 
De winkel aan Grafton Street werd beroemd vanwege zijn kerstetalages en de grot van de Kerstman.
Switzers kocht Cash & Co. uit Cork in 1962, Todd's uit Limerick in 1963 en Moon's uit Galway in 1969. In 1971 werd Switzers gekocht door Waterford Glass en House of Fraser. Later, in 1985, nam House of Fraser de volledige controle over het bedrijf over. In het begin van de jaren 1990 werd het verkocht aan de familie Weston, die eigenaar was van Brown Thomas, en verdween de naam Switzers. Het pand van Switzers aan Grafton Street werd gerenoveerd en verbouwd tot de vlaggenschipwinkel van Brown Thomas. Boven één deur in Wicklow Street is de naam Switzer's blijven staan.